# Lago Taggart
El lago Taggart es un pequeño lago de Estados Unidos, situado en el estado de Wyoming.

## Geografía
El lago se encuentra en el parque nacional de Grand Teton, al final del cañón Avalanche. Al lago se llega a través de una serie de senderos. El recorrido total es de 5,15 kilómetros ida y vuelta desde el aparcamiento al lago. El lago se encuentra aproximadamente a 1,5 km del lago Bradley. Su longitud es de 1,28 km y su anchura máxima es de 960 metros.
El lago Taggart se encuentra en buenas condiciones en relación con los niveles de eutrofización aunque hay una importante afluencia de fosfato proveniente de fuentes naturales. La turbidez es baja y los niveles de pH en el lago Taggart van de 8,5 a 8,7 en el rango alcalino.